# 枫泾暴动指挥所旧址
枫泾暴动指挥所旧址是位於中華人民共和國上海市松江区新浜镇赵王村香长公路的一個中共暴動紀念舊址，前身是建於清朝的大方庵。

## 歷史
1927年，蒋介石发动四一二事件，实施清党。同年，中共江苏省委派陈云回青浦，準備發動松江、金山、青浦三县的农民运动。陈云与在枫泾农村的袁世钊取得联系，10月20日，陈云來到大方庵召開会议，準備发动农民暴動。11月，中共枫泾独立支部在大方庵改建为中共枫泾区委，并成立农民革命军，袁世钊任区委书记，陆龙飞任区委委员兼农民革命军指挥，枫泾农民暴动指挥所設於大方庵。1928年1月初，青浦农民革命军在青浦小蒸發動秋收暴动。之後青浦的农民军转移到枫泾农村，并和枫泾地区的农民军联合起来，准备發動枫泾暴动。
1928年1月11日到18日，农民革命军共殺死了8名地主，烧掉了一些地主的田契，搶走了他们的部分钱财粮食以及范浜、新镇等地保卫团和地主家的枪支弹药。枫泾镇的自卫团总、商会会长、地主向松江和嘉兴請求支援，中國国民党驻嘉兴部队派一个营兵力，松江驻军派两个连兵力于1928年1月18日分别乘火车、驳船來到枫泾，与枫泾镇上南北自卫团一起圍攻枫泾区委和农民革命军。1月19日凌晨，农民革命军被中國國民黨三个连包围，吴志喜、陆龙飞彈盡被捕。袁世钊、顾桂龙等率领部分农民军向青浦小蒸方向撤退。中國国民党挨户搜查，又抓捕了60余人。陈云、袁世钊等24人被通缉。1月26日，二人分别在松江和枫泾被處決。陈云逃到浙江嘉善李桂卿家，化名李介生躲避追捕。袁世钊等人几度秘密返回枫泾，準備继续发动农民暴動。
1962年1月，枫泾暴动指挥所旧址（大方庵）被松江县人民政府公布为松江县文物保护单位。1993年7月1日，大方庵东厢房及前殿东南间完成《枫泾暴动革命史料展》布展并对外开放。2002年，松江区人民政府在大方庵西侧建立《枫泾暴动史料展》陈列室。2003年12月3日开展。2010年，枫泾暴动指挥所旧址被松江区人民政府公布为松江区爱国主义教育基地。2021年3月11日，枫泾暴动指挥所舊址被列入《上海市第一批革命文物名录》。